# Сёренсен, Фредерик
Фре́дерик Хи́ллесборг Сёренсен (дат. Frederik Hillesborg Sørensen; 14 апреля 1992, Копенгаген) — датский футболист, центральный защитник. Провел 1 матч за сборную Дании.

## Карьера

### Клубная
Фредерик Сёренсен присоединился к «Люнгбю» в 2007 году, подписав контракт до 2013 года.
27 августа 2010 года, на правах аренды перешёл в «Ювентус». Сперва он попал в примаверу туринцев, но вскоре, после травм Леандро Ринаудо и Зденека Грыгеры, которые выбыли на длительный срок, Фредерик был переведён в основную команду. Сёренсен впервые был вызван в основу на матч против «Болоньи», но в итоговую заявку не попал. Зато уже в следующем матче он был среди запасных в игре против «Милана». В следующем матче чемпионата Италии против «Чезены», состоявшемся 7 ноября, Сёренсен дебютировал за первую команду, составив вместе с Леонардо Бонуччи центральную пару защитников. На следующий матч против «Ромы» Фредерик заменил в основе Марко Мотту. Сначала датчанин играл на позиции центрального защитника, но позднее он стал наигрываться в качестве правого защитника. 13 февраля 2012 года датский футболист в матче против «Интера» стал автором голевой передачи на Алессандро Матри; в итоге этот гол оказался единственным во всей встрече Своей игрой Сёренсен заслужил доверие тренера, который продолжал выпускать футболиста в основе, даже при возвращении конкурентов Фредерика за место на поле. Всего же в сезоне 2010/11 Сёренсен поучаствовал в 17 матчах чемпионата Италии.
«Ювентус» по арендному договору имел первоочередное право выкупа на Сёренсена, чем и воспользовался по окончании сезона.
В январе 2012 года было объявлено о переходе Сёренсена в «Болонью». 17 января датский защитник провёл свою первую тренировку в стане своей новой команды. Он дебютировал за клуб 1 апреля во встрече против «Палермо», где забил гол на 50-й минуте, однако красно-синие не смогли удержать победу и проиграли 1:3.
11 июля 2015 года перешёл в «Кёльн». Контракт подписан сроком на 4 года.

### В сборной
Сёренсен дебютировал за юношескую сборную Дании (до 17 лет) в 2008 году. Всего он сыграл за эту команду 4 матча (по два против Португалии и Греции). Также он сыграл 1 товарищеский матч за юношескую сборную Дании (до 18 лет) против сборной Баварии. С 2011 года защитник участвует в играх молодёжной сборной.